# TV1 (Italia)
TV1 è una televisione locale della Toscana con sede a Montevarchi, località Villanuzza 176 (parte sud della città).
Nata nel 1986, l'emittente è di proprietà Tv1 srl., con direttore responsabile Angiolo Marziali.
L'emittente trasmetteva inizialmente in modalità analogica sui canali UHF 26, 28, 49 e 64, ed in digitale sul canale 27.
È ricevibile nelle province d'Arezzo, Firenze, Pistoia, Prato e Siena.
La programmazione è rivolta prevalentemente ai cittadini del territorio servito, in particolare del Valdarno Superiore e di Arezzo, con attenzione alla cronaca, gli avvenimenti sportivi, l'attualità, il costume.

## Canali televisivi

### Mux A
| LCN | Canale       | Note |
| --- | ------------ | ---- |
| 77  | TV1          | FTA  |
| 81  | Arezzo TV    | FTA  |
| 87  | Umbria Tv    | FTA  |
| 93  | NTI          | FTA  |
| 110 | Telecampione | FTA  |
| 112 | Idea Plus    | FTA  |
| 177 | 1 TOSCANA    | FTA  |

### Mux B
| LCN | Canale                           | Note       |
| --- | -------------------------------- | ---------- |
| 77  | TV1-HD                           | FTA (HDTV) |
| 81  | AREZZO TV                        | FTA        |
| 83  | TC2 News                         | FTA (HDTV) |
| 87  | UMBRIA TV                        | FTA        |
| 90  | RTUA                             | FTA        |
| 93  | NTI                              | FTA (HDTV) |
| 96  | Tele Firenze Viola Super Sport   | FTA        |
| 98  | RTUA 2                           | FTA        |
| 110 | LIBERA TV                        | FTA        |
| 112 | Idea Plus                        | FTA        |
| 175 | LIBERA SPORT                     | FTA        |
| 176 | LIBERA MOTORI                    | FTA        |
| 178 | LIBERA FAMIGLIA                  | FTA        |
| 179 | LIBERA INFORMA                   | FTA        |
| 180 | Radio Italia Cina + Tv           | FTA (HDTV) |
| 181 | LIBERA INSIEME                   | FTA        |
| 185 | BRUTUS! TV                       | FTA        |
| 187 | Firenze Sport1                   | FTA        |
| 189 | AQUESIO TV                       | FTA        |
| 190 | Voltapagina                      | FTA        |
| 191 | GIGLIO NEWS                      | FTA        |
| 194 | FIRENZE VIOLA SUPER SPORT NEWS24 | FTA        |

### Mux D
| LCN | Canale     | Note |
| --- | ---------- | ---- |
| 90  | RTUA       | FTA  |
| 98  | RTUA2      | FTA  |
| 189 | AQUESIO TV | FTA  |
| 190 | Voltapgina | FTA  |